# Dave Swarbrick

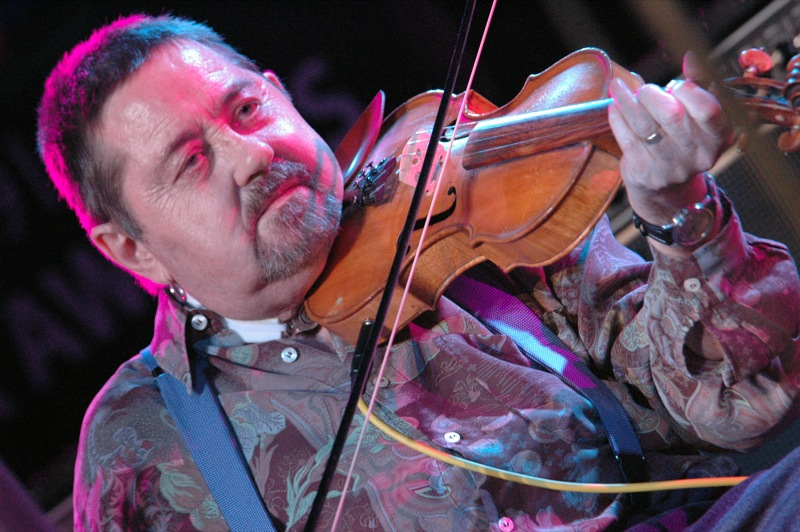
Dave Swarbrick 2006 in London

Dave Swarbrick, eigentlich David Swarbrick, (* 5. April 1941 in New Malden, London; † 3. Juni 2016) war ein britischer Folk-Geiger.

## Biographie

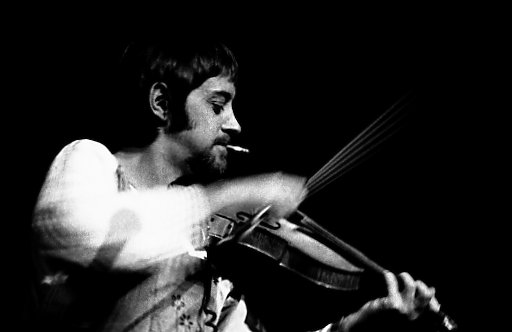
Dave Swarbrick, 1970er Jahre

In den 1950er Jahren begann Swarbrick zunächst Klavier zu lernen, wählte jedoch schon bald die Geige als sein Hauptinstrument. Außerdem spielte er Mandoline und gelegentlich Gitarre. Erste Gruppenerfahrung sammelte er bei der Beryl Marriott Ceilidh Group gegen Ende des Jahrzehnts. In den 60er Jahren spielte er unter anderem mit der Ian Campbell Folk Group, Martin Carthy und A. L. Lloyd, bis er 1967 sein Solo-Debüt Rags, Reels & Airs veröffentlichte. 1969 spielte er dann als Gastmusiker auf Fairport Conventions Unhalfbricking, bei denen er 1970 festes Mitglied wurde und für neun Jahre blieb. Nebenbei veröffentlichte Swarbrick weiterhin auch Solo-Alben und wirkte an etlichen Aufnahmen von Martin Carthy mit.
1979 kehrte er Fairport Convention den Rücken. Die Lautstärke elektrifizierter Musik hatte bei ihm inzwischen zu Schwerhörigkeit geführt, auch bedingt durch extensiven Zigarettenkonsum. In den frühen 1980er Jahren tourte Swarbrick mit Simon Nicol, mit dem er auch zwei LPs aufnahm: Live at the White Bear erschien 1982, Close to the Wind 1984.
An seinem 50. Geburtstag fand in der Birmingham Town Hall  ein Konzert statt mit Bands und Musikern, mit denen er einmal zusammengespielt hatte. Teile des Konzerts kamen 1996 unter dem Titel Folk on 2 auf den Markt. Im selben Jahr begann die Zusammenarbeit Swarbricks mit dem ex-Roaring-Jack-Frontmann Alistair Hulett. Ebenfalls 1996 begann Swarbrick mit Pete Hawkes zusammenzuarbeiten.
Dave Swarbrick war ein gefragter Session-Musiker; er wirkte als Begleitmusiker bei den Aufnahmen zu über 150 Alben mit.
Als starker Raucher erkrankte Dave Swarbrick an COPD, was schließlich zu einer Lungentransplantation im Oktober 2004 führte. Er starb am 3. Juni 2016 in einem Krankenhaus in Aberystwyth (Wales) an einer Lungenentzündung.

## Diskographie
- 1967: Rags, Reels & Airs (mit Martin Carthy & Diz Disley)
- 1976: Swarbrick
- 1977: Swarbrick II
- 1978: Lift the Lid and Listen
- 1978: The Ceilidh Album (als Dave Swarbrick & Friends)
- 1981: Smiddyburn
- 1982: In the Club (mit Simon Nicol, nur als Cassette veröffentlicht)
- 1982: Live at the White Bear (mit Simon Nicol)
- 1983: Flittin
- 1984: Close to the Wind (mit Simon Nicol)
- 1996: Live at Jacksons Lane
- 1996: Folk on 2
- 2001: Both Ears and the Tail (mit Martin Carthy, aufgenommen 1966)
- 2010: Raison d’être
- 2014: Lion Rampant (als Wilson & Swarbrick mit Jason Wilson)
- 2014: Kailyard Tales (als Wilson & Swarbrick mit Jason Wilson)